# شرکت معدنی املاح ایران

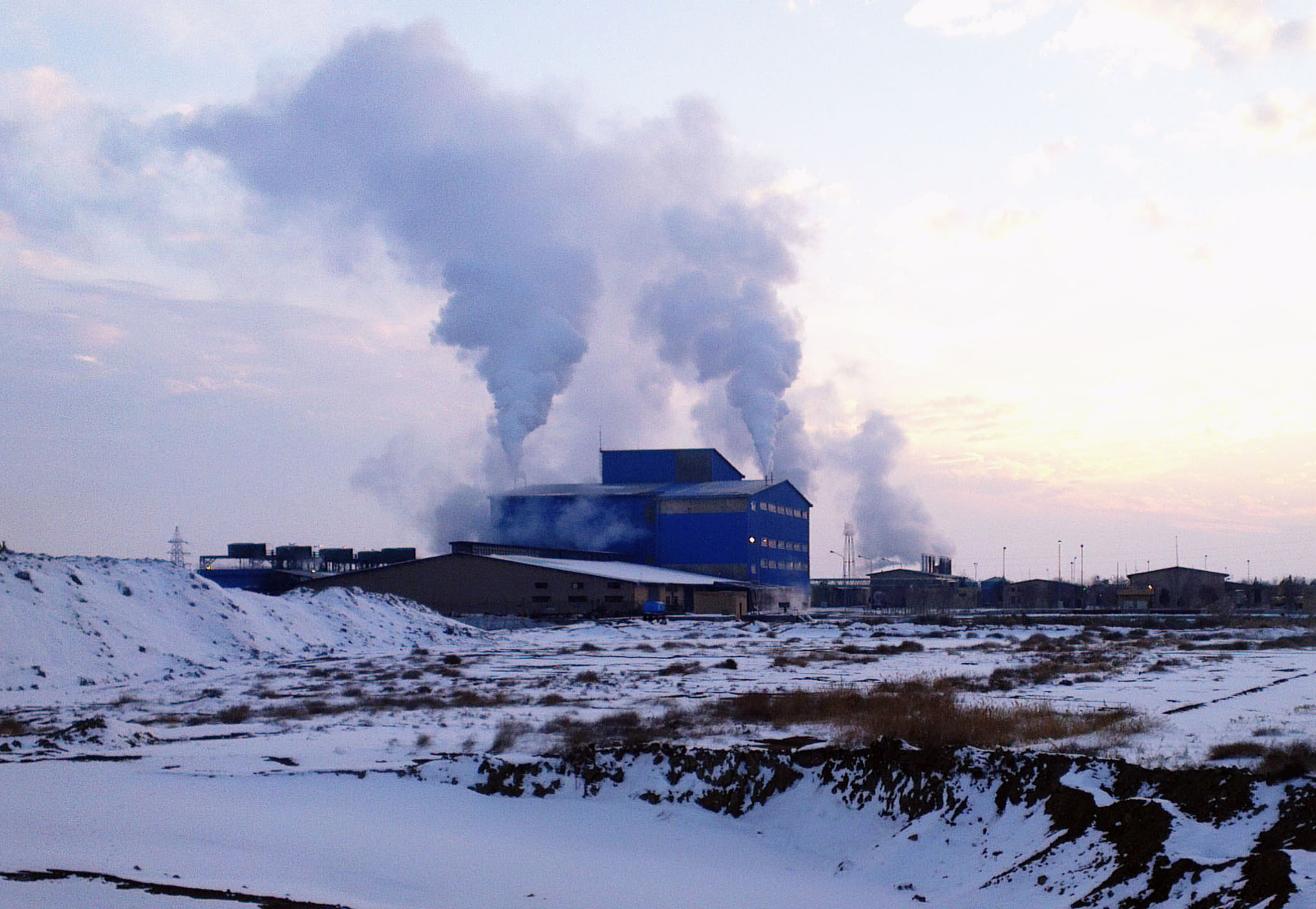
نمایی از تأسیسات شرکت، در کنار تالاب‌ میقان‌ در نزدیکی اراک

شرکت معدنی املاح ایران یکی از شرکت‌های معدنی ایران است که در سال ۱۳۶۳ و با هدف اکتشاف، استخراج و فرآوری نمک‌های صنعتی به‌ویژه سولفات سدیم تأسیس شد. این شرکت از واحدهای زیرمجموعه شستا، متعلق به سازمان تامین اجتماعی ایران است که هم اینک با ۳۱۰ پرسنل بزرگ‌ترین واحد تولیدکننده سولفات سدیم خاورمیانه و بزرگترین شرکت صنایع نمک‌های معدنی در کشور ایران است.
این شرکت دارای دو واحد بهره‌برداری از املاح معدنی در شهرهای گرمسار (نمک طعام) و اراک (سولفات سدیم) است.
۸۰ درصد محصول تولیدی سولفات سدیم این شرکت به عنوان ماده اولیه صنایع شوینده، ۱۵ درصد در صنایع کاغذسازی و شیشه و بقیه در صنایع چرم‌سازی و داروهای دامی کاربرد دارد.
واحد گرمسار این شرکت در سال ۱۳۶۳ و واحد اراک در سال ۱۳۷۹ فعالیت خود را آغاز کرده‌است.